# Circesio
Circesio o Circesium (en siríaco clásico: ܩܪܩܣܝܢ, Qerqesin), conocida en árabe como al-Qarqisiya, fue una ciudad fortificada romana cerca del cruce de los ríos Éufrates y Jabur, ubicada en la frontera oriental del imperio con el imperio sasánida. Más tarde fue conquistada por los árabes musulmanes en el siglo VII y a menudo fue un punto de discordia entre varios estados musulmanes debido a su ubicación estratégica entre Siria e Irak. La ciudad moderna de al-Busayrah se corresponde con el sitio de Circesium.

## Etimología y ubicación
El nombre Circesium o castrum Circense es de origen grecorromano y se traduce como «el castrum con el circo». Qerqusion (también escrito Qarqūsyōn) y al-Qarqīsiyā (también escrito 'Qarqīsīā) son las versiones siríaca y árabe del nombre latino, respectivamente. La transliteración parta, atestiguada en la inscripción de Shapur I en la Ka'ba-ye Zartosht, es Krksyʾ . La etimología del nombre era conocida por el geógrafo musulmán medieval Hamza al-Isfahani, quien escribió que al-Qarqīsiyā provenía de qirqīs, la forma arabizada de "circo". El sitio antiguo estaba situado en la orilla oriental del río Éufrates, adyacente a la confluencia del río Jabur.

## Historia

### Antigüedad
Es probable que existiera una estación militar romana en este lugar ya en el año 256 d. C., ya que el lugar figura en la inscripción en la Ka'ba-ye Zartosht del rey Sapor I (r. 240-270) entre las ciudades tomadas a los romanos en 256 durante la segunda campaña romana. Más tarde, habiendo vuelto a manos romanas, el emperador Diocleciano convirtió a Circesio en un puesto de avanzada fuertemente fortificado en la frontera oriental del imperio, para mejorar las capacidades defensivas contra los sasánidas. Circesio fue cedido a los sasánidas por el emperador Joviano ( r . 363-364) en un tratado firmado en 363.
A principios de 363, durante su desafortunada campaña de sasánida, el emperador Juliano (r. 361-363) se movió a través de Circesio y cruzó el río Jabur utilizando un puente de barcas. Según fuentes contemporáneas, el cenotafio del emperador Gordiano III (que había sido asesinado durante su propia campaña sasánida de 244), todavía era visible en Zaitha (que se encontraba cerca de Circesio) cuando Juliano y su ejército se movieron por el área.
Fue nuevamente restaurado a los romanos y, según la Notitia Dignitatum, Circesio fue la sede de la Legio IV Parthica hasta el siglo V. La fortaleza de Circeso fue restaurada y ampliada por el emperador Justiniano I (r. 527-565) durante sus esfuerzos por reorganizar el sistema de protección fronteriza al comienzo de su reinado. Joseph Wiesehöfer y la Encyclopædia Iranica señalan que esta podría haber sido una de las razones por las que el rey sasánida Cosroes I (r. 531-579), durante su ofensiva en 540, decidió invadir el Imperio Romano más al norte, a lo largo de la orilla occidental del Éufrates. Circesio, debido a estos esfuerzos de reorganización de Justiniano I, finalmente se convirtió en el lugar de guarnición de un dux.
En 573, durante la ofensiva de Cosroes I durante la guerra bizantino-sasánida de 572–591, el rey sasánida ordenó al general Adarmahan que cruzara el Éufrates cerca de Circesio para atacar las provincias bizantinas orientales desde allí. En 580, Circesio se convirtió en la base de la guarnición para la ofensiva del emperador Mauricio durante la guerra bizantino-sasánida de 572–591. Durante el vuelo de Cosroes II (r. 590-628) en 590, este último fue protegido brevemente por el comandante de la guarnición bizantina de Circesio, Probp, antes de trasladarse a Hierápolis.

### Época medieval
Durante las conquistas musulmanas, Circesio fue capturado de los bizantinos sin resistencia por un ejército musulmán comandado por Habib ibn Maslama al-Fihri, él mismo enviado por el gobernador musulmán de Jazira (Mesopotamia Superior), Iyad ibn Ghanm. Aunque muchas fuentes musulmanas afirman que esto ocurrió en 637, es más probable que ocurriera en 640. Según Joseph Wiesehöfer y la Encyclopædia Iranica, con toda probabilidad, Circesio fue recapturado poco después por los bizantinos. Sin embargo, en 690-691, durante el reinado del califa Abd al-Malik ibn Marwan (r. 685-705), Circesio se convirtió en una parte definitiva del califato omeya. Posteriormente, la ciudad se convirtió en la capital del distrito de Jabur de la provincia de Jazira. Durante la Segunda Guerra Civil Musulmana, Circesio se convirtió en el cuartel general del líder tribal qais Zufar ibn al-Harith al-Kilabi, quien reconoció el califato de Abd Allah ibn al-Zubayr en rebelión contra los omeyas. Abd al-Malik se vio obligado a enfrentarse a Zufar antes de que pudiera embarcarse en la conquista de Irak de los zubayridas. Con ese fin, sitió Circesio alrededor de 690 y después de varios meses, Zufar finalmente se rindió y desertó a los omeyas.
A finales del siglo IX, el gobernador autónomo de Egipto, Ahmad ibn Tulun, extendió sus dominios hasta Circesio, pero los abasíes al mando de al-Muwaffaq lo recuperaron en 881. La ciudad, junto con la cercana al-Rahba, jugó un papel importante en las luchas que involucraron a los hamdánidas que gobernaron Jazira de forma autónoma durante el siglo X. Según Istajri e Ibn Hawqal, al-Qarqīsiyā / al-Qarqīsīā (Circesio) era una ciudad floreciente hasta el siglo X. En 1265, el sultán mameluco Baibars capturó Circesio de los mongoles, masacrando su guarnición mongola y georgiana. Sin embargo, la ciudad fortificada volvió a caer en manos de los mongoles en 1281. Debido a su ubicación estratégica, los geógrafos musulmanes a lo largo de la era islámica mencionaron Circesio pero no proporcionaron u registro detallado de la ciudad en sus descripciones de la región. Esto puede indicar que Circesio no se convirtió en una gran ciudad bajo las diversas dinastías musulmanas que la gobernaron.

### Era moderna
El sitio de Circesio está ocupado hoy por la ciudad de al-Busayrah. Escribiendo a principios del siglo XX, el historiador M. Streck escribió que al-Busayrah era un pueblo de treinta a cuarenta casas de arcilla adyacentes a un gran sitio en ruinas.